# Bohdan Pociej

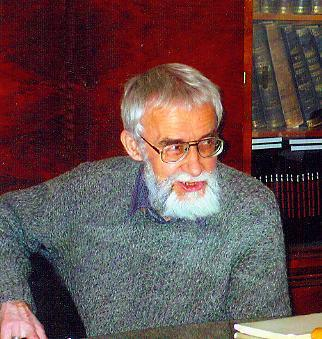
Bohdan Pociej

Bohdan Pociej (ur. 17 stycznia 1933 w Warszawie, zm. 3 marca 2011) – polski muzykolog, krytyk muzyczny, autor książek o muzyce, redaktor.

## Życiorys
W 1952 rozpoczął studia polonistyczne na Uniwersytecie Warszawskim, w 1953 przeniósł się na muzykologię. W 1959 otrzymał tytuł magistra na podstawie pracy o twórczości François Couperina. W 1957 zadebiutował jako publicysta – w „Przeglądzie Kulturalnym”, a także jako krytyk muzyczny – na łamach „Ruchu Muzycznego”, z którym wkrótce związał się etatowo, zostając członkiem redakcji (1959). W „Ruchu Muzycznym” pracował aż do przejścia na emeryturę w 1994. Regularnie publikował w takich czasopismach jak: „Tygodnik Powszechny”, „Nowe Książki”, „Więź”, „Znak” i „Twórczość”. Pozostawił po sobie kilkaset artykułów, esejów i książek poświęconych muzyce dawnej, romantycznej i nowej muzyce polskiej. Jego teksty odznaczają się ogromem poetycko-filozoficznych metafor.
W Polskim Radiu przedstawiał takie serie audycji, jak:
- „Dzieje muzyki w dźwięku” (1991–1993),
- „Wielkie dzieła, wielcy wykonawcy” (1992),
- „Bach – sztuka fugi” (1993–1994),
- „Rozważania o formie w epoce baroku” (1994–1995),
- „Zapoznany język muzyki” (1996),
- „Duch polifonii średniowiecznej” (1996–1997),
- „Muzyka w sferze myśli” (2003).

W „Ruchu Muzycznym” publikował artykuły z historii muzyki, zwłaszcza dawnej.
Od 1963 był członkiem Związku Kompozytorów Polskich; Sekcji Muzykologów ZKP przewodniczył w latach 1983–1985. Od 1994 był też członkiem Stowarzyszenia Pisarzy Polskich.
W 1989 otrzymał Nagrodę Jurzykowskiego.

## Książki
- Szkice z późnego romantyzmu, Kraków: PWM 1978
- Klawesyniści francuscy, Kraków: PWM 1969
- Jan Sebastian Bach – muzyka i wielkość, Kraków: PWM 1972
- Lutosławski a wartość muzyki, Kraków: PWM 1976
- Gustav Mahler, Kraków: PWM 1992
- Jan Sebastian Bach i jego muzyka, Warszawa: Wydawnictwa Szkolne i Pedagogiczne, 1995
- Wagner, Kraków: PWM 2004
- Bycie w muzyce. Próba opisania twórczości Henryka Mikołaja Góreckiego, Katowice: Akademia Muzyczna 2005
- Z perspektywy muzyki. Wybór szkiców, Warszawa: Biblioteka „Więzi”, 2005
- Romantyzm bez granic, Warszawa: Biblioteka „Więzi”, 2008
- Polskość Chopina, Warszawa: Narodowy Instytut Fryderyka Chopina, 2012